# Новий Желібуж
Новий Желібуж (пол. Nowy Żelibórz) — село в Польщі, у гміні Полянув Кошалінського повіту Західнопоморського воєводства.
Населення — 70 осіб (2011).
У 1975-1998 роках село належало до Кошалінського воєводства.

## Демографія
Демографічна структура станом на 31 березня 2011 року:
|          | Загалом | Допрацездатний вік | Працездатний вік | Постпрацездатний вік |
| -------- | ------- | ------------------ | ---------------- | -------------------- |
| Чоловіки | 39      | 8                  | 28               | 3                    |
| Жінки    | 31      | 6                  | 16               | 9                    |
| Разом    | 70      | 14                 | 44               | 12                   |